# 2MASS J07491255+5552336
2MASS J07491255+5552336 é um quasar localizado na constelação de Chamaeleon.